# 雪松控股
雪松控股集团有限公司是总部位于中国广州的大型综合类产业民营企业，1997年由张劲在广州创办，旗下拥有齐翔腾达、希努尔两家A股上市公司。集团于2021年进入《财富》世界500强排行第359位。

## 发展历史
创办于1997年，2015年重构整合为雪松控股集团。2016年，雪松控股实现销售收入1570亿元。
2016年11月，雪松控股集团有限公司旗下公司君华集团耗资48亿元收购齐翔腾达。
2017年6月，雪松控股集团有限公司旗下的广州雪松文化旅游投资有限公司，以42亿元价格收购希努尔63.62%股份，成为希努尔第一大股东。
2018年11月，雪松控股集团有限公司收购中江信托71.3005%股权。
2020年9月，雪松控股集团有限公司在广西钦州石化产业园投资约122亿元建立化工新材料基地。
2023年5月7日，广州市公安局黄埔分局对雪松控股集团有限公司下属的广东圆方投资有限公司进行立案查处。

## 旗下业务
- 大宗商品供应链

开展有色金属、铜产品、化工产品、黑色能源、石油、钢材、矿产、农产品等多个领域贸易。
- 文化旅游康养

开展独克宗花巷、大研花巷、西塘花巷、雪松恐龙探索王国等文化旅游项目。
- 地产业务

通过君华地产集团在中国大陆珠三角以及中部开展广州华达山庄、君华天汇等地产业务。